# Nguyễn Hải Thần
Nguyễn Hải Thần (chữ Hán: 阮海臣; 1869 – 1959), người sáng lập và lãnh đạo Việt Nam Cách mệnh Đồng minh Hội.

## Tiểu sử
Nguyễn Hải Thần có nguyên danh Võ Hải Thu (武海秋), bí danh Nguyễn Cẩm Giang, Nguyễn Bá Tú, sinh quán làng Đại Từ, thời Pháp thuộc là xã Đại Từ tổng Khương Đình huyện Thanh Trì tỉnh Hà Đông (trước thế kỷ 19 là thôn Đại từ xã Linh Đường tổng Quang Liệt, huyện Thanh Trì, phủ Thường Tín, trấn Sơn Nam Thượng (thời 1831-1883 nhà Nguyễn là tỉnh Hà Nội)) xứ Bắc Kỳ, (nay là khoảng phố Đại Từ phường Đại Kim, quận Hoàng Mai, Hà Nội, Bắc Bộ). Thuở nhỏ ông học chữ Hán. Đỗ Tú tài (sách Khoa cử Việt Nam: Tú tài triều Nguyễn), ông tên thật là Nguyễn Cẩm Giang, tên khác là Vũ Hải Thu thường gọi "ông Tú Đại Từ” (sách Khoa cử Việt Nam: Tú tài triều Nguyễn). Hưởng ứng phong trào Đông du ông theo Phan Bội Châu sang Nhật Bản hoạt động chống Pháp, hoạt động trong Việt Nam Quang phục Hội (1912-1924). Ông đã học tại trường Chấn Vũ (Tokyo, Nhật Bản). Nguyễn Hải Thần được đưa vào Trường Võ bị Hoàng Phố và trở thành giảng viên môn chính trị tại trường này. Ông còn nổi tiếng với nghề thầy bói.

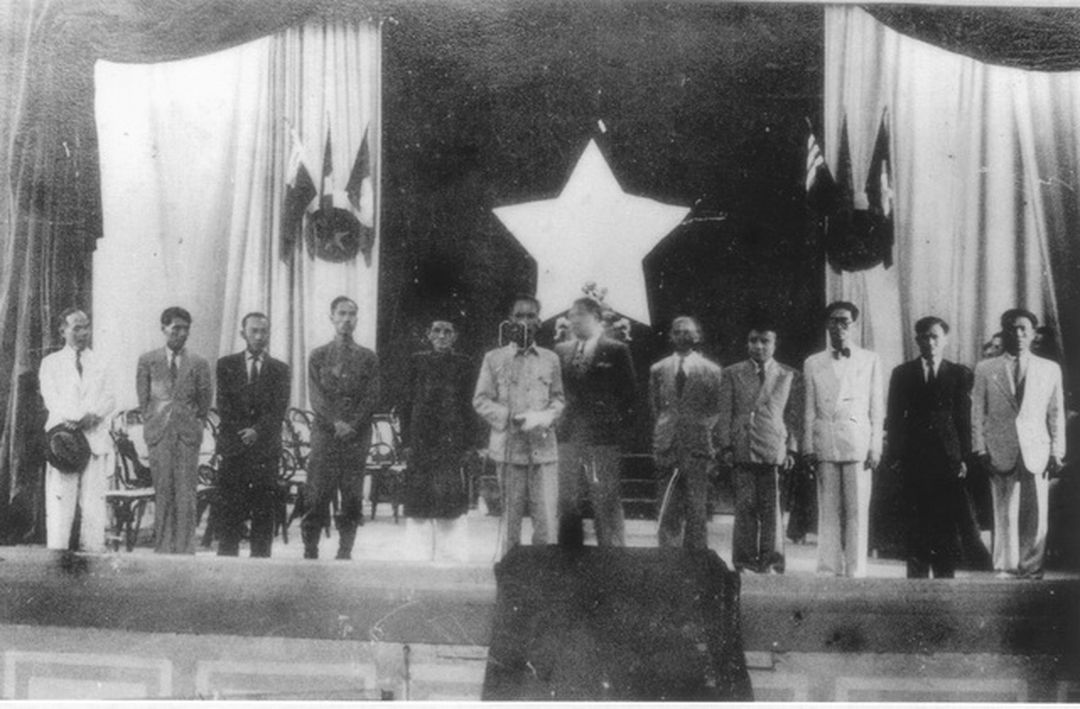
Chính phủ Liên hiệp Lâm thời ra mắt Quốc dân Đại hội tại Hà Nội ngày 2 tháng 3 năm 1946. Từ phải sang: Nguyễn Hải Thần (3), Phan Anh (4), Vĩnh Thụy (6), Hồ Chí Minh (7), Huỳnh Thúc Kháng (8), Nguyễn Tường Tam (9). Hiệu kỳ Việt Nam Cách mệnh Đồng minh Hội, Việt Nam Độc lập Đồng minh Hội, Mặt trận Quốc dân Đảng Việt Nam.

Khoảng năm 1912–1913, Nguyễn Hải Thần về nước mưu sát Toàn quyền Đông Dương Albert Sarraut nhưng không thành, ông quay trở lại Trung Quốc.
Ngày 13 tháng 3 năm 1915, Nguyễn Hải Thần cùng Hoàng Trọng Mậu và Phan Sào Nam mộ quân từ Quảng Tây (Trung Quốc) đánh đồn Tà Lùng, Cao Bằng. Sự việc cũng thất bại.
Năm 1927, Nguyễn Hải Thần lãnh đạo đảng "Việt Nam toàn quốc cách mạng" ở Quảng Đông (Trung Quốc).
Năm 1936, Nguyễn Hải Thần được Hồ Học Lãm, một nhà yêu nước đang làm võ quan trong quân đội Tưởng Giới Thạch, mời lên Nam Kinh tham gia thành lập Việt Nam Độc lập Vận động Đồng minh Hội, hay còn gọi là Việt Nam Phục quốc Đồng minh Hội.
Năm 1940, ông cộng tác với lực lượng Việt Nam Kiến quốc quân của Trần Trung Lập tấn công Pháp ở Đồng Đăng, Lạng Sơn gần biên giới Trung–Việt.
Khoảng năm 1940 ông cùng Lý Đông A lập Đảng Duy dân. Năm 1941, Nguyễn Hải Thần hoạt động ở Tĩnh Tây, (Quảng Tây, Trung Quốc).
Tháng 10 năm 1942 tại Liễu Châu (Trung Hoa), Nguyễn Hải Thần cùng với Nghiêm Kế Tổ, Vũ Hồng Khanh, Nông Kinh Du,... sáng lập Việt Nam Cách mệnh Đồng minh Hội, gọi tắt là Việt Cách.
Ngày 20/8/1945, Việt Cách về nước theo 200.000 quân Trung Hoa Dân quốc do tướng Lư Hán chỉ huy sang với danh nghĩa giải giới quân đội Nhật. Theo hồi ký của Võ Nguyên Giáp, Nguyễn Hải Thần cho người đi rải truyền đơn ở Hà Nội, dùng loa phóng thanh tuyên truyền Việt Minh là độc tài và ngồi trên xe ô tô con, trên nóc xe có hai lính gác nằm với khẩu trung liên, hai lính khác ngồi phía trước cầm tiểu liên đi thị uy trên đường phố Hà Nội.
Ngày 30/9/1945, Nguyễn Hải Thần dẫn đầu một phái đoàn tới gặp Tiêu Văn để thảo luận về việc loại bỏ Chính phủ Cách mạng lâm thời Việt Nam Dân chủ Cộng hòa và đàn áp Đảng Cộng sản Đông Dương. Tiêu Văn tỏ ra không ủng hộ ý định của Nguyễn Hải Thần. Cuối tháng 10/1945, bảy đảng viên Việt Cách dưới quyền Nguyễn Hải Thần ký bản "Đoàn kết tinh thần" với Việt Minh theo đó Việt Cách sẽ liên kết với Việt Minh chống lại sự xâm lược của Pháp, bảo vệ nền độc lập của Việt Nam Dân chủ Cộng hòa. Tuy nhiên sau đó nhiều người chối bỏ họ đã ký bản "Đoàn kết tinh thần". Nguyễn Hải Thần công khai bác bỏ vai trò lãnh đạo của Đảng Cộng sản Đông Dương tại Việt Nam. Hàng loạt vụ đụng độ giữa Việt Minh và Việt Cách xảy ra khiến công chúng bị sốc và làm các chỉ huy quân đội Trung Hoa Dân quốc tại miền Bắc Việt Nam khó chịu. Tiêu Văn gây sức ép lên tất cả các bên để buộc họ thành lập chính phủ liên hiệp. Tại phiên họp ngày 27 tháng 9 năm 1945, Hội đồng Chính phủ đã bàn bạc và nhất trí để Nguyễn Hải Thần giữ chức Phó Chủ tịch Chính phủ. Ngày 23 tháng 10, Hồ Chí Minh và Nguyễn Hải Thần ký thỏa ước chấp nhận hai bên đoàn kết và hợp tác, nhưng sau đó ít ngày thỏa thuận trên bị bãi bỏ.
Ngày 23/12/1945, Tướng Tiêu Văn tổ chức một cuộc họp hòa giải các bên để thành lập chính phủ liên hiệp. Tại cuộc họp này, Nguyễn Hải Thần đề nghị Hồ Chí Minh hợp tác với Việt Quốc, Việt Cách thành lập một chính phủ bao gồm thành viên của Việt Quốc, Việt Cách, Việt Minh và các đảng phái nhỏ khác. Nguyễn Hải Thần sẽ đảm nhận chức Chủ tịch nước, Hồ Chí Minh làm Phó Chủ tịch. Việt Quốc, Việt Cách, Việt Minh, mỗi đảng nắm giữ 1/4 số ghế Bộ trưởng trong Chính phủ; 1/4 còn lại do các đảng phái nhỏ nắm. Như vậy Việt Minh và chính phủ Việt Nam Dân chủ Cộng hòa sẽ nhận được sự ủng hộ của Trung Hoa Dân quốc chống lại cố gắng của Pháp tái chiếm Việt Nam. Điều làm Quốc dân Đảng Trung Hoa lo sợ nhất là Hồ Chí Minh từng là nhân viên của Quốc tế Cộng sản và Việt Minh có khuynh hướng cộng sản. Trước đó, Pháp cũng đã họp với Nguyễn Hải Thần và cho biết Pháp sẽ thực hiện Bản Tuyên bố ngày 24 tháng 3 năm 1945 và công nhận một chính phủ của người Việt Nam nằm trong Liên bang Đông Dương thuộc Liên hiệp Pháp với điều kiện chính phủ đó không do người cộng sản lãnh đạo. Cuối cùng các bên đạt được một thỏa thuận được tuyên bố là mang tính pháp lý (viết bằng chữ Hán) theo đó các ghế bộ trưởng trong chính phủ sẽ phân chia như sau: Việt Minh 2 bộ trưởng, Đảng Dân chủ Việt Nam (cũng tham gia Việt Minh) 2 bộ trưởng, Việt Quốc 2 bộ trưởng, Việt Cách 2 bộ trưởng, phi đảng phái 2 bộ trưởng. Thỏa thuận này không sử dụng tên nước Việt Nam Dân chủ Cộng hòa vì Việt Quốc không đồng ý với tên này. Cuộc bầu cử quốc hội được hoãn 2 tuần. Vũ Hồng Khanh và Nguyễn Hải Thần chấp nhận để Hồ Chí Minh tiếp tục làm chủ tịch nước lâm thời. Quốc hội sẽ quyết định quốc kỳ và quốc huy. Hai đảng này cũng không được tham gia vào cơ quan chỉ huy và tham mưu của quân đội. Việt Quốc sẽ được 50 ghế còn Việt Cách 20 ghế trong Quốc hội mà không phải tranh cử. Điều này khẳng định với nhiều người rằng 2 đảng phái này không có khả năng giành chiến thắng trong cuộc bầu cử tại địa phương.
Đầu năm 1946 Việt Cách tham gia Quốc hội Liên hiệp và Chính phủ Liên hiệp của Việt Minh. Nguyễn Hải Thần giữ chức Phó Chủ tịch trong Chính phủ Liên hiệp này, đồng thời là đại biểu Quốc hội đặc cách không qua bầu cử của nhóm Việt Cách.

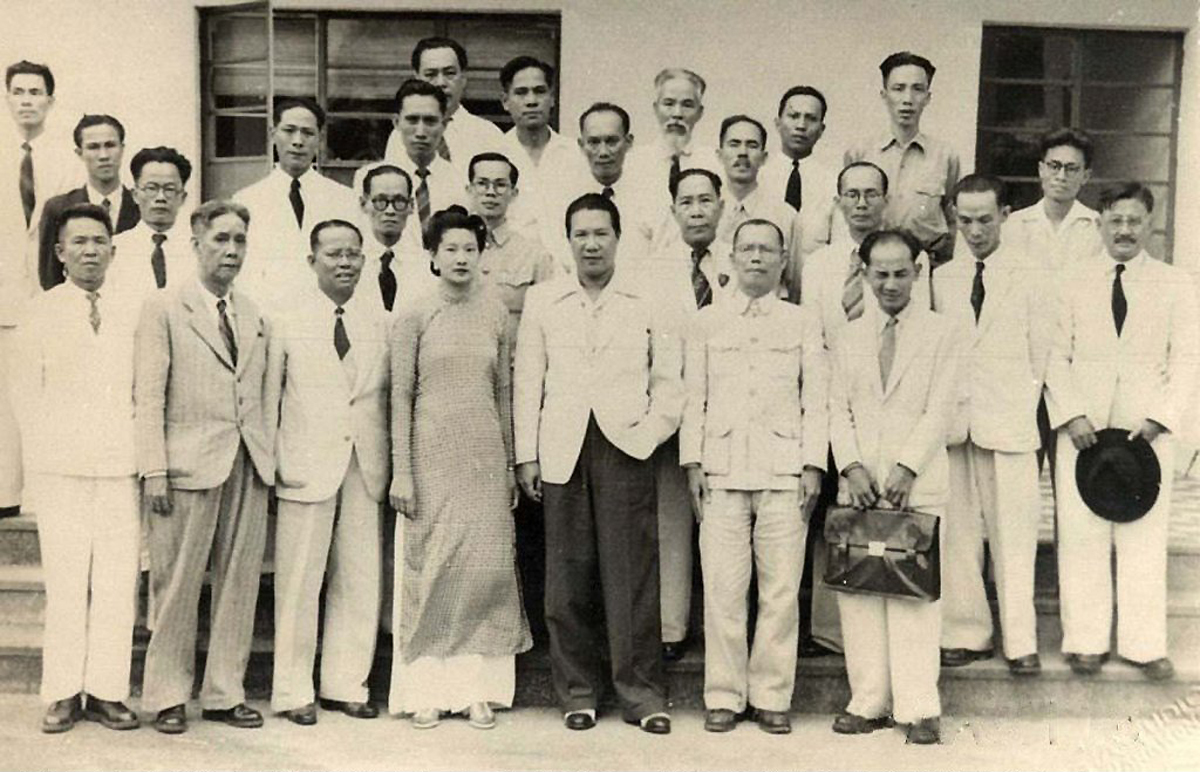
Cựu hoàng Bảo Đại tiếp một nhóm chính trị gia Việt Nam chống cộng tại Hồng Kông, 1947: Phan Văn Giáo, Trương Vĩnh Tống, Nguyễn Văn Tâm; Nguyễn Hải Thần; Nguyễn Bảo Toàn; Nguyễn Văn Hải; Trần Văn Lý; Ngô Xuân Tích; Trần Quang Vinh (Cao Đài); Nguyễn Xuân Bảng (thư ký của Nguyễn Văn Tâm); Trần Thanh Đạt; X. (Chủ bút báo Bạn Dân ở Nha Trang. Thân Văn Tuyên; Nguyễn Tường Tam.

Tháng 7 năm 1946, khi tranh chấp giữa Việt Minh và các phe phái đối lập xảy ra, Việt Minh tấn công lực lượng của Việt Cách. Nguyễn Hải Thần phải sang Hồng Kông lưu vong. Ông là người ủng hộ việc thành lập một quốc gia Việt Nam mới thay thế Việt Nam Dân chủ Cộng hoà với cựu hoàng Bảo Đại (Vĩnh Thụy) làm lãnh đạo. Năm 1947 ông cưới vợ thứ người Hoa tên Hao Hai Le.
Nguyễn Hải Thần mất năm 1959 tại Hồng Kông thuộc Anh, nay là Đặc khu hành chính Hồng Kông thuộc Trung Quốc.